# 亨利·查理葉
亨利·查理葉（法語：Henri Charrière，1906年11月16日—1973年7月29日）是一名法國作家，曾被法國法院判定為殺人犯。他在監獄中寫下著名小說《巴比龍》（直译：「蝴蝶」），內容關於他在法屬圭亞那流放地被監禁和逃獄的回憶錄。
雖然亨利·查理葉聲稱《巴比龍》內容為真，但是現代研究人員認為這本書的大部分內容是來自其他囚犯，而不是查理葉本人。查理葉否認犯下了謀殺罪，儘管他在被監禁前承認犯下其他各種輕罪。

## 巴比龍
在亨利·查理葉半傳記小說《巴比龍》中，亨利·查理葉於1931年10月26日因謀殺皮條客而被定罪，他極力否認該指控。之後他被判處終身監禁和十年苦役。亨利·查理葉在法國卡昂監獄被短暫監禁後，於1933年被運往法屬圭亞那。
根據《巴比龍》這本書的內容，他於1933年11月28日與安德烈·馬杜賴特（André Maturette）、約安·克魯西奧（Joanes Clousiot）首次逃獄。37天後，三人在哥倫比亞北加勒比海地區里奧阿查村附近遭遇海難。亨利·查理葉隨後在一個下雨的夜晚逃走，他在瓜希拉半島被一個印第安人部落收留。他花費幾個月和當地人一起生活。他返回殖民地後很快被逮捕並被送回法屬圭亞那，在接下來的兩年內單獨監禁。
他在法屬圭亞那獄中度過了11年。在此期間，他試圖多次逃跑。亨利·查理葉說他當時被監禁在魔鬼島勞改營，這裡因為不可能逃脫而臭名昭著。法國當局後來發布了與此相反的刑事殖民地記錄，宣稱亨利·查理葉從未被監禁在魔鬼島上。
他在1941年使用一袋椰子逃脫魔鬼島。他航行了數英里，最終抵達圭亞那，他在那裡被關押一年，隨後被釋放，成為圭亞那公民。

## 晚年
亨利·查理葉於1945年最終獲釋後，定居在委內瑞拉，並娶了一位委內瑞拉女子麗塔。他在卡拉卡斯和馬拉開波開設了幾家餐館。他後來成為名人，經常被邀請參加當地的電視節目。1969年，亨利·查理葉回到法國，發表回憶錄《巴比龍》。《巴比龍》在法國售出超過150萬冊，法國部長將“法國道德淪喪”歸咎於迷你裙和《巴比龍》。亨利·查理葉宣稱《巴比龍》內容有75%為真，但作家傑拉德·德·維利爾斯（Gérard de Villiers）宣稱《巴比龍》只有10%是真實故事。
亨利·查理葉在1970年被赦免。
《巴比龍》於1970年首次在英國出版。
1973年7月29日，亨利·查理葉在西班牙馬德里死於咽喉癌。
2005年，一位曾被監禁在魔鬼島的罪犯查爾斯·布倫涅（Charles Brunier）宣稱他就是真正的巴比龍，他的胸部上也有蝴蝶的刺青。

## 電影
1973年，美國電影導演法蘭克林·沙夫納將《巴比龍》改編成電影《巴比龍》，由史提夫·麥昆饰演亨利·查理葉，達斯汀·霍夫曼饰演路易斯·達格。
2018年，麥可·諾埃（Michael Noer）第二度將《巴比龍》改編成電影《巴比龙》，由查理·杭南饰演亨利·查理葉，雷米·馬利克饰演路易斯·達格。

## 外部連結
- Charrière, Henri. . 由O'Brian, Patrick翻译. London: Harper Perennial. 2005. ISBN 0-00-717996-0.
- Arantes, Platão.  [The Great Hoax]. Jornal O Rebate. 2006-09-22  [2018-09-15]. （原始内容存档于2013-01-09） （葡萄牙语）.
- Henri Charrière website （页面存档备份，存于）
- 在Find a Grave上的Henri Charrière
- Henri Charrière在互联网电影资料库（IMDb）上的資料（英文）